# Nosophora barbata
Nosophora barbata là một loài bướm đêm trong họ Crambidae.